# Kohlgrund (Bad Arolsen)
Kohlgrund ist ein Stadtteil der Kleinstadt Bad Arolsen im nordhessischen Landkreis Waldeck-Frankenberg.

## Geographische Lage
Kohlgrund liegt direkt an der Grenze zu Westfalen im Norden des Stadtgebietes  und ist eines von vier Dörfern im Roten Land. Im Ort treffen sich die Landesstraße 3198 und die Kreisstraße 66.

## Geschichte

### Ortsgeschichte
Der Ort wurde erstmals im Jahre 1537 erwähnt und gehörte zum Amt Eilhausen der Grafschaft Waldeck. Der Ortsname wird von einer Köhlersiedlung abgeleitet. Bei Kohlgrund wurde Holzkohle zur Verhüttung von Eisenerz im Orpetal produziert. Unterhalb des nahegelegenen Gutes Eilhausen arbeitete bis ins 19. Jahrhundert die größte Hütte der Gegend mit vier Öfen.
Die alte Kirche von Kohlgrund wurde im Hessenpark als Kirche aus Kohlgrund wiederaufgebaut. Die neue Kirche wurde bis 1971 errichtet. Aus der alten Kirche wurde in diese ein barocker, vor 1690 entstandener, Altaraufsatz übernommen, der dem Bildhauer Josias Wolrad Brützel zugeschrieben wird.
Hessische Gebietsreform (1970–1977)
Zum 1. Juli 1971 wurde die bis dahin selbständige Gemeinde Kohlgrund im Zuge der Gebietsreform in Hessen auf freiwilliger Basis in die Stadt Arolsen eingegliedert.
Für Kohlgrund, wie für alle durch die Gebietsreform eingegliederten Gemeinden von Bad Arolsen, wurde ein Ortsbezirk mit Ortsbeirat und Ortsvorsteher nach der Hessischen Gemeindeordnung eingerichtet.

### Verwaltungsgeschichte im Überblick
Die folgende Liste zeigt die Staaten bzw. Herrschaftsgebiete und deren untergeordnete Verwaltungseinheiten, in denen Kohlgrund lag bzw. liegt:
- vor 1712: Heiliges Römisches Reich, Grafschaft Waldeck, Amt Eilhausen
- ab 1712: Heiliges Römisches Reich, Fürstentum Waldeck, Amt Eilhausen
- ab 1807: Fürstentum Waldeck, Amt Eilhausen
- ab 1815: Fürstentum Waldeck, Oberamt der Diemel (Sitz in Arolsen)
- ab 1816: Fürstentum Waldeck, Oberjustizamt der Diemel (Sitz in Rhoden)
- ab 1850: Fürstentum Waldeck-Pyrmont (seit 1849), Kreis der Twiste (Sitz bis 1857 in Mengeringhausen, dann in Arolsen)[Anm. 1]
- ab 1867: Fürstentum Waldeck-Pyrmont (Akzessionsvertrag mit Preußen), Kreis der Twiste
- ab 1871: Deutsches Reich, Fürstentum Waldeck-Pyrmont, Kreis der Twiste
- ab 1919: Deutsches Reich, Freistaat Waldeck-Pyrmont, Kreis der Twiste
- ab 1929: Deutsches Reich, Freistaat Preußen, Provinz Hessen-Nassau, Regierungsbezirk Kassel, Kreis der Twiste
- ab 1942: Deutsches Reich, Freistaat Preußen, Provinz Hessen-Nassau, Regierungsbezirk Kassel, Landkreis Waldeck
- ab 1944: Deutsches Reich, Freistaat Preußen, Provinz Kurhessen, Regierungsbezirk Kassel, Landkreis Waldeck
- ab 1945: Deutsches Reich, Amerikanische Besatzungszone, Groß-Hessen, Regierungsbezirk Kassel, Landkreis Waldeck
- ab 1946: Deutsches Reich, Amerikanische Besatzungszone, Hessen, Regierungsbezirk Kassel, Landkreis Waldeck
- ab 1949: Bundesrepublik Deutschland, Hessen, Regierungsbezirk Kassel, Landkreis Waldeck
- ab 1971: Bundesrepublik Deutschland, Hessen, Regierungsbezirk Kassel, Landkreis Waldeck, Stadt Bad Arolsen
- ab 1974: Bundesrepublik Deutschland, Hessen, Regierungsbezirk Kassel, Landkreis Waldeck-Frankenberg, Stadt Bad Arolsen

### Bevölkerung
Einwohnerstruktur 2011
Nach den Erhebungen des Zensus 2011 lebten am Stichtag dem 9. Mai 2011 in Kohlgrund 204 Einwohner. Darunter waren 6 (2,9 %) Ausländer.
Nach dem Lebensalter waren 36 Einwohner unter 18 Jahren, 78 waren zwischen 18 und 49, 57 zwischen 50 und 64 und 33 Einwohner waren älter.
Die Einwohner lebten in 87 Haushalten. Davon waren 24 Singlehaushalte, 27 Paare ohne Kinder und 33 Paare mit Kindern, sowie 3 Alleinerziehende und keine Wohngemeinschaften. In 21 Haushalten lebten ausschließlich Senioren und in 57 Haushaltungen leben keine Senioren.
Einwohnerentwicklung
 Quelle: Historisches Ortslexikon
- 1541: 16 Häuser
- 1620: 27 Häuser
- 1650: 19 Häuser
- 1738: 28 Häuser
- 1770: 59 Häuser, 242 Einwohner

| Kohlgrund: Einwohnerzahlen von 1770 bis 2015 | Kohlgrund: Einwohnerzahlen von 1770 bis 2015 | Kohlgrund: Einwohnerzahlen von 1770 bis 2015 | Kohlgrund: Einwohnerzahlen von 1770 bis 2015 | Kohlgrund: Einwohnerzahlen von 1770 bis 2015 |
| --- | -------------------------------------------- | -------------------------------------------- | -------------------------------------------- | -------------------------------------------- |
| Jahr |                                              |                                              |                                              | Einwohner                                    |
| 1770 | 1770                                         |                                              | 242                                          | 242                                          |
| 1800 | 1800                                         |                                              | ?                                            | ?                                            |
| 1834 | 1834                                         |                                              | 444                                          | 444                                          |
| 1840 | 1840                                         |                                              | 423                                          | 423                                          |
| 1846 | 1846                                         |                                              | 416                                          | 416                                          |
| 1852 | 1852                                         |                                              | 513                                          | 513                                          |
| 1858 | 1858                                         |                                              | 400                                          | 400                                          |
| 1864 | 1864                                         |                                              | 439                                          | 439                                          |
| 1871 | 1871                                         |                                              | 393                                          | 393                                          |
| 1875 | 1875                                         |                                              | 383                                          | 383                                          |
| 1885 | 1885                                         |                                              | 364                                          | 364                                          |
| 1895 | 1895                                         |                                              | 374                                          | 374                                          |
| 1905 | 1905                                         |                                              | 345                                          | 345                                          |
| 1910 | 1910                                         |                                              | 338                                          | 338                                          |
| 1925 | 1925                                         |                                              | 348                                          | 348                                          |
| 1939 | 1939                                         |                                              | 313                                          | 313                                          |
| 1946 | 1946                                         |                                              | 477                                          | 477                                          |
| 1950 | 1950                                         |                                              | 443                                          | 443                                          |
| 1956 | 1956                                         |                                              | 379                                          | 379                                          |
| 1961 | 1961                                         |                                              | 324                                          | 324                                          |
| 1967 | 1967                                         |                                              | 298                                          | 298                                          |
| 1980 | 1980                                         |                                              | ?                                            | ?                                            |
| 1990 | 1990                                         |                                              | ?                                            | ?                                            |
| 2000 | 2000                                         |                                              | ?                                            | ?                                            |
| 2011 | 2011                                         |                                              | 204                                          | 204                                          |
| 2015 | 2015                                         |                                              | 184                                          | 184                                          |
| Datenquelle: Historisches Gemeindeverzeichnis für Hessen: Die Bevölkerung der Gemeinden 1834 bis 1967. Wiesbaden: Hessisches Statistisches Landesamt, 1968. Weitere Quellen: LAGIS; Stadt Bad Arolsen; Zensus 2011 |                                              |                                              |                                              |                                              |

 Historische Religionszugehörigkeit
| • 1895: | 372 evangelische (= 99,47 %), zwei katholische (= 0,53 %) Einwohner |
| • 1961: | 301 evangelische (= 92,20 %), 15 katholische (= 4,63 %) Einwohner   |

## Persönlichkeiten
- Carl Beck (1822–1884), Politiker und Pfarrer
- Christian Heine (1867–1944), deutscher Landwirt und Politiker, 1900 bis 1933 Bürgermeister von Kohlgrund